# Maria Bárbola
Maria Bárbola, známá též jako Mari, Mariabárbola či Mariabárbola Asquín (zemřela po roce 1700), byla španělská dvořanka, proslulá především díky svému zobrazení na slavném obraze Dvorní dámy.

## Život
Pocházela z Rakouska a od roku 1651 působila u španělského královského dvora. Původně byla společnicí komtesy de Villerbal y Walther, po její smrti se stala dvorní trpaslicí královny regentky Mariany Rakouské. Oficiálně zastávala titul Enana de la Reina a byla společnicí infantky Markéty Terezy Habsburské.
Dne 30. března 1700 provedl král Filip V. reorganizaci španělského královského dvora v souladu s tehdejšími moderními principy. V důsledku této reformy byly zrušeny úřady dvorního trpaslíka, šaška a další pozice považované za zastaralé, což vedlo k návratu Marie Bárboly do rodného Rakouska.

## Umění
Na obraze Las Meninas (Dvorní dámy) je Maria Bárbola zobrazena způsobem, který je pro lidi jejího tehdejšího postavení neobvyklý. V 17. století se totiž lidé s nanismem obvykle netěšili velké úctě a často byli zobrazováni ponižujícím způsobem. Naproti tomu je Maria Bárbola na plátně zachycena v důstojné pozici, stojí vzpřímeně vedle princezny, s hlubokým a klidným výrazem a s pohledem upřeným na diváka.

## Nanismus
Malíř Diego Velázquez pozoruhodně zachytil odlišné projevy dvou typů nanismu.
Postava Marie Bárboly nese jasné známky achondroplastického nanismu, včetně zkrácených končetin, makrocefalie (nepřiměřeně velké hlavy), širokého čela s výraznými nadočnicovými oblouky (olympijské čelo), propadlého nosního hřbetu a pseudoprogmatismu, který je důsledkem hypoplazie horní čelisti. Tyto charakteristické rysy tvoří zřetelný protiklad k harmonickému vzhledu druhého vyobrazeného trpaslíka Nicolasa Pertusata, u něhož mohl za nízký vzrůst hypofyzární nanismus.